# Laragne-Montéglin

L'Argentière-la-Bessée este o comună în departamentul Hautes-Alpes, Franța. În 1 ianuarie 2022 avea o populație de 3.566 de locuitori.